# Зав'ялово (Тогучинський район)
Зав'ялово (рос. Завьялово) — село у Тогучинському районі Новосибірської області Російської Федерації.
Входить до складу муніципального утворення Зав'яловська сільрада. Населення становить 764 особи (2010).

## Історія
Згідно із законом від 2 червня 2004 року органом місцевого самоврядування є Зав'яловська сільрада.

## Населення
| 2002 | 2007 | 2010 |
| ---- | ---- | ---- |
| 824  | ↗848 | ↘764 |